# Krzysztof Stec
Krzysztof Stec (* 27. Januar 1948 in Lublin; † 7. November 2019 ebenda) war ein polnischer Radrennfahrer und nationaler Meister im Radsport.

## Sportliche Laufbahn
Stec gewann 1967 die polnische Meisterschaft im Querfeldeinrennen, 1968 wurde er Vize-Meister. Sein sportlicher Schwerpunkt war aber der Straßenradsport, er wurde von Andrzej Trochanowski trainiert. Stec startete dreimal bei der Internationalen Friedensfahrt, wobei der 14. Platz in der Gesamteinzelwertung 1969 sein bestes Resultat war. 1970 gewann er die 11. Etappe der Rundfahrt.
1969 gewann er eine Etappe der heimischen Polen-Rundfahrt. Für die polnische Nationalmannschaft startete er u. a. beim britischen Milk-Race, der Tour de l’Avenir sowie der Tour of Scotland. 1971 belegte er beim Sieg von Wladislaw Neljubin den dritten Rang bei der Rundfahrt Circuit Cycliste Sarthe.
1968 und 1969 siegte er mit Legia Warschau bei den polnische Meisterschaften im Mannschaftszeitfahren. Im Verein Legia Warschau war Andrzej Trochanowski sein Trainer.
Er bestritt auch Bahnrennen, so gewann er Bronze in der Einerverfolgung bei den Meisterschaften 1968.
Dreimal bestritt er die UCI-Straßen-Weltmeisterschaften, zweimal davon im Mannschaftszeitfahren. 1973 war er Beteiligter bei dem tödlichen Verkehrsunfall des polnischen Trainers Henryk Łasak, unmittelbar danach beendete er seine Laufbahn.